# Jugadora Mundial de la FIFA 2001

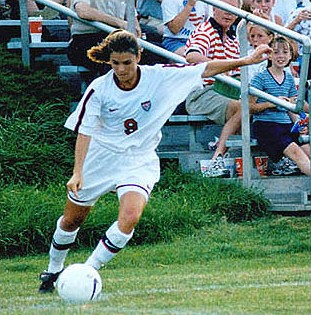
Mia Hamm, ganadora en 2001

La jugadora mundial de la FIFA 2001 fue un premio individual otorgado por la Federación Internacional de Fútbol Asociación para reconocer a la mejor futbolista del mundo. Esta sería la primera gala organizada por la FIFA para deportistas femeninas ya que el premio se entragaba desde 1991 pero para la rama masculina.
Para esta edición la futbolista de origen estadounidense Mia Hamm, fue reconocida como la mejor del mundo por sus notables contribuciones al fútbol durante su trayectoria deportiva.
La estadounidense comenzó su carrera deportiva en 1998, en el Braddock Road Shooting Stars de los Estados Unidos. Posteriormente se fue a jugar al Lake Braddock Secondary School. Siguió a nivel colegial en el North Carolina Tar Heels women's soccer entre 1989 y 1993, donde disputó más de 90 encuentros. Hizo su debut profesional en el Washington Freedom en 2001 y permaneció hasta 2003. Hasta este momento, Hamm ya había desempeñado un papel relevante con la selección femenina de fútbol de los Estados Unidos donde llegó a ganar dos Copas del Mundo en las ediciones de 1991 y 1999, además de participaciones en los Juegos Olímpicos con la selección absoluta. Hamm fue una referente para las jóvenes futbolistas que empezaban sus carrares en el deporte y fue considerada como «el rostro del fútbol femenino».

## Votación
La votación del premio estuvo a cargo de más de 100 directores técnicos y capitanes de selecciones absolutas. Como requisito, cada uno eligió a tres candidatos quienes obtuvieron una puntuación específica de cinco, tres y un punto respectivamente.

## Resultados
La ganadora del premio fue la americana y jugadora de la selección absoluta Mia Hamm. Hamm obtuvo el premio cuando militaba en el Washington Freedom de los Estados Unidos, después de recibir la mayor puntuación en la clasificación final: 154 puntos. En una segunda posición terminó la asiática Sun Wen con 79 puntos, quien jugaba en el Atlanta Beat de la Women's Professional Soccer. El podio fue completado por la también americana Tiffeny Milbrett con 47 puntos, quien en 2001 formaba parte del equipo New York Power en la Women's United Soccer Association.
Este fue el primer premio individual que recibió la americana por parte de la FIFA durante su carrera como futbolista profesional. Premio que volvería a ganar de manera consecutiva en la edición de 2002.
| Posición | Nacionalidad   | Futbolista       | Puntaje |
| -------- | -------------- | ---------------- | ------- |
| 1        | Estados Unidos | Mia Hamm         | 154     |
| 2        | China          | Sun Wen          | 79      |
| 3        | Estados Unidos | Tiffeny Milbrett | 47      |
| 4        | Alemania       | Birgit Prinz     | 40      |
| 5        | Alemania       | Doris Fitschen   | 37      |
| 6        | Brasil         | Sissi            | 35      |
| 7        | Suecia         | Hanna Ljungberg  | 29      |
| 8        | Alemania       | Bettina Wiegmann | 17      |
| 9        | Noruega        | Hege Riise       | 16      |
| 10       | Noruega        | Dagny Mellgren   | 13      |